# 土庆寺
土庆寺，位于西藏自治区日喀则市萨嘎县，是一座藏传佛教格鲁派寺院。

## 简介
土庆寺位于西藏自治区日喀则市萨嘎县，坐落在县城东部，距离县城140公里，创建于1542年，为藏传佛教格鲁派寺院。
2013年，萨嘎县人民政府对萨嘎县布扎寺、库郁寺、努贡寺、土庆寺公路工程项目进行招标。